# Лампертхајм
Лампертхајм (њем. Lampertheim) град је у њемачкој савезној држави Хесен. Једно је од 22 општинска средишта округа Бергштрасе. Према процјени из 2010. у граду је живјело 31.301 становника. Посједује регионалну шифру (AGS) 6431013, NUTS и LOCODE код.

## Географски и демографски подаци
Лампертхајм се налази у савезној држави Хесен у округу Бергштрасе. Град се налази на надморској висини од 92 метра. Површина општине износи 72,3 km². У самом граду је, према процјени из 2010. године, живјело 31.301 становника. Просјечна густина становништва износи 433 становника/km².

## Међународна сарадња
| Мјесто   | Држава    | Врста сарадње | Од    |
| -------- | --------- | ------------- | ----- |
|          | Француска | партнерство   | 1966. |
|          | Француска | партнерство   | 1993. |
| Малдегем | Белгија   | партнерство   | 1967. |
|          | Пољска    | партнерство   | 2006. |
| Вирден   | Холандија | партнерство   | 1967. |
| Адрија   | Италија   | партнерство   | 1979. |
| Извор    |           |               |       |